# Julita et Paula
Julita et Paulina Sokołowski forment le premier et le plus connu des duos de violon de Pologne, qui donne des concerts sur la scène nationale et internationale : Allemagne, Autriche, Belgique, France, Italie, République tchèque, Royaume-Uni, Pays-Bas.

## Biographie
Toutes les deux ont obtenu leur diplôme à l’Académie de musique de Varsovie.
Elles se sont perfectionnées lors de nombreux cours internationaux et sous la direction du professeur Igor Oïstrakh du Conservatoire royal de Bruxelles.
Julita et Paula jouent ensemble depuis leur plus jeune âge, d’où leur excellente compréhension musicale. De plus, elles viennent d’une famille de cinq enfants qui ont tous consacré leur vie à la musique. Leurs frère et sœurs jouent du hautbois, de l’alto et de la contrebasse.

## Parcours musical
Elles ont enregistré leur premier album en 1998, après que l’éditeur des disques Sony Music ait fait une proposition de coopération à Julita. Pour l’enregistrement, Julita invite sa sœur et de cette collaboration naît l’album intitulé Julita et Paula, contenant majoritairement les compositions des plus grands maîtres de la musique classique. Nous y trouverons les grands classiques comme : Tempête de Vivaldi, Le caprice 9 de Paganini ou encore Somewhere de Bernstein. Des musiciens polonais les plus reconnus ont participé à l’enregistrement de leur premier album.
L’album a gagné le statut de disque d’or et le single L’Amérique le promouvant est resté pendant longtemps dans le TOP3 des chansons le plus souvent diffusés dans toutes les stations de radio de Pologne. Un an après sa sortie, l’album a été remarqué à l’étranger. Avec un nouveau look graphique et le répertoire agrandi, l’album est paru en Europe et en Asie, où il a reçu d’innombrables critiques positives.
Sur leur album suivant, Les chansons de Noël de Julita et Paula, parmi les musiciens se trouvaient leur frère et leurs deux sœurs. Le vidéoclip d’un morceau de leur album a gagné le premier prix au Festival européen de films indépendants ainsi qu’un prix Yach au festival de vidéoclips polonais Yach Fim Festival. 
Pendant la promotion de leur album, Julita et Paula ont joué de nombreux concerts en Pologne ainsi qu’à l’étranger : entre autres, la tournée avec les fameuses vocalistes de jazz Urszula Dudziak et Grażyna Auguścik ainsi qu’avec le fameux musicien polonais Tytus Wojnowicz. Les sœurs ont donné des concerts dans la majorité de salles philharmoniques et théâtrales de Pologne ainsi que dans les plus grands studios (à plusieurs reprises dans la salle des congrès du Palais de la culture et de la science à Varsovie, le studio de la Radio et de la TV polonaises). Elles ont aussi donné des concerts en plein air devant des milliers des spectateurs. Julita et Paula ont aussi donné des concerts dans les ambassades polonaises devant des représentants des pays. Elles ont également joué au concert du ténor José Carreras. Grâce à leurs concerts, elles ont soutenu différentes organisations caritatives.
Actuellement, les deux sœurs travaillent sur leur 4e disque de longue durée.

## Prix
Parmi les nombreux prix qu’elles ont reçus se trouve la prestigieuse médaille de l’Académie polonaise du succès. 